# Лысая гора (мифология)

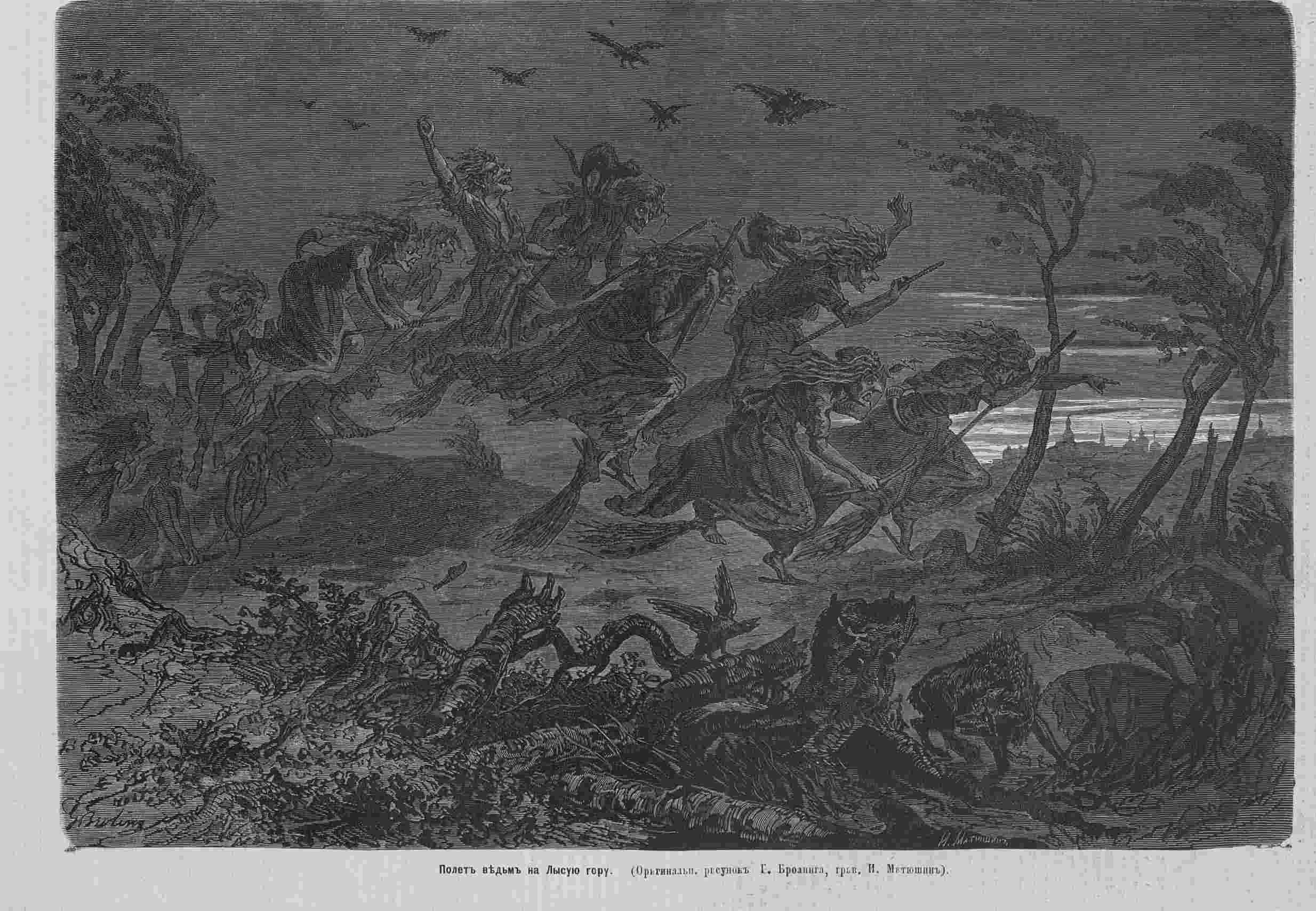
«Полёт ведьм на Лысую гору»

Лы́сая гора́ — элемент восточнославянского фольклора, связанный с колдовством и сверхъестественными силами.

## История
Согласно легендам, ведьмы и другие сказочные существа регулярно собирались на «лысых горах», где устраивали шабаши.
Достоверных сведений о происхождении культа лысых гор нет. В списках исследователей числятся десятки предполагаемых «лысых гор» на Украине и в Польше. Наиболее известной из них является Лысая гора в Киеве. «Ведьма известна, я думаю, всякому, хотя она и водится, собственно, на Украине, а Лысая гора под Киевом служит сборищем всех ведьм, кои тут по ночам отправляют свой шабаш…» — писал В. И. Даль в работе «О поверьях, суеверьях и предрассудках русского народа».

## Упоминания Лысой горы в культуре
Упоминания лысых гор встречаются в многочисленных исторических и литературных источниках, в том числе в произведениях Николая Гоголя и Михаила Булгакова (который использовал образ лысой горы в своём романе «Мастер и Маргарита» как место распятия Иешуа и Воробьёвы горы под Москвой в качестве ведьмовского шабаша), а также в творчестве Модеста Мусоргского. Лысой горе посвящён роман Сергея Головачёва «Лысая гора». Главный герой этой книги — сама Лысая гора, которая испокон веков называлась Девичья. Именно здесь находятся семь мест силы, куда сходятся ведьмы и маги со всего Киева, начиная с древних святилищ Лады и Перуна, и заканчивая поляной Желаний, где исполняются самые заветные мечты. Широко известная за пределами города, Лысая гора почему-то до сих пор ещё мало исследована историками и писателями. Раскрытием её мистических тайн и занимаются многочисленные персонажи этой книги, призванные со всех сторон осветить её сакральное величие. Также Лысая гора упоминается в повести братьев Стругацких «Понедельник начинается в субботу» как место проведения «слётов» ведьм и прочей нечистой силы и в серии книг про Таню Гроттер и Мефодия Буслаева фантаста Дмитрия Емца. Лысая гора упоминается в книге Ольги Громыко «Профессия: ведьма».
Сатирическая поэма белорусского поэта Нила Гилевича «Сказ о Лысой горе». В поэме описывается делёж членами Союза писателей БССР дачных участков, выделенных под Минском, в окрестностях Лысой горы.
На месте с одноимённым названием проходит ежегодный мото-слёт «Лысая гора», вблизи деревни Малые Лётцы Витебского района, Белоруссия.
Другие упоминания Лысой горы в культуре:
- Булгаков «Белая гвардия».
- Ночь на Лысой горе — одноактные балеты на музыку одноимённой симфонической поэмы М. П. Мусоргского.
- Песня «Ведьма-речка» из кинофильма Чародеи.
- Песня «Смерти больше нет» рок-группы «Крематорий».
- Песня «Моё поколение» рок-группы АлисА.
- Песня «Корень Мандрагоры» рок-группы Сплин.
- Серия книг «Тайный сыск царя Гороха» автор Андрей Белянин. Лысая гора является местом жительства Кощея Бессмертного.
- Серия книг «Таня Гроттер» и «Мефодий Буслаев» автора Дмитрия Емца.
- Песня «Танцы на Лысой горе» исполнителя JAM (Ольга Волоцкая).
- Трек «Darkside» исполнителя Oxxxymiron.
- В мультсериале «Новаторы» навигатор-палочку тестируют на Лысой горе.
- Локация в игре «Ведьмак 3: Дикая Охота».
- Кинофильм «Золотые рога».

## Гора для шабаша в разных странах
- Восточнославянские страны — Лысая гора
- Польша — Лыса-Гура
- Германия — Brocken, Blocksberg
- Швеция — Blåkulla, Häklefjäll
- Норвегия — Bloksberg, Domen
- Дания — Blåkulla, Häklefjäll, Bloksberg
- Исландия — Vala kyrkja
- Финляндия — Kyöpelinvuori
- Франция — parc des Buttes-Chaumont[источник не указан 379 дней]